# Eric Johnson (gitáros)
Eric Johnson (Austin, Texas, 1954. augusztus 17. –) Grammy-díjas amerikai gitáros, az instrumentális rock nagy hírű előadója.
Dalaiban megtalálhatók többek közt dzsessz, fusion, new age, és country zenei elemek. Johnson gitár mellett énekel és zongorázik is dalaiban.

## Élete és pályafutása
Zeneszerető családba született, kisgyermekként – csakúgy, mint három nővére – zongorázni tanult. 11 évesen kezdett el gitározni tanulni, és tehetsége révén gyorsan fejlődött a tudása. Többek között Eric Clapton, Cream, Chet Atkins, Jimi Hendrix, Wes Montgomery, Jerry Reed, Bob Dylan és Django Reinhardt voltak rá nagy hatással, ami aztán az idők során kialakult stílusában tetten érhető. 14 évesen belépett első profi zenekarába a pszichedelikus rockot játszó Marianiba – velük rögzítette első demófelvételét 1970-ben. Ez 2001-ben – korlátozott példányszámban, lemezen is kiadásra került Perpetuum Mobile címmel – ma értékes gyűjtői darabnak számít.

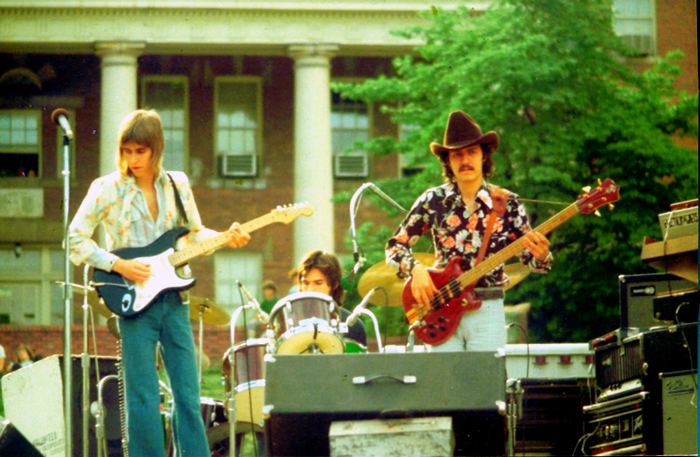
The Electromagnets fellépés Raleigh-ben az Észak Karolina Egyetemen 1976. április 11-én

A középiskola elvégzése után az austini Texas egyetemre (University of Texas, Austin) járt, majd a családjával Afrikába utazott. 1974-ben tért vissza Austin-be, és ekkor csatlakozott a fúziós zenét játszó helyi The Electromagnets együtteshez. Bár turnéztak, és felvételeket is készítettek, mégsem keltették fel a nagyobb kiadók érdeklődését, és emiatt 1977-ben feloszlott a csapat.
A The Electromagnets feloszlása után egy turné trió állt össze Eric Johnson Group néven, amelyben Bill Maddox dobolt és Kyle Brock basszusgitározott. 1978-ban rögzítették a Seven Worlds című albumot, ami szerződéses viták miatt ekkor nem került kiadásra, csak 1998-ban. Az album kiadása körüli hercehurca megpecsételte a trió sorsát, és Johnson karrierjét is hosszú időre hátráltatta. Az ezt követő időkben Eric session-gitárosként kezdett dolgozni többek között Cat Stevens, Carole King és Christopher Cross  oldalán. Pályafutása akkor lendült igazán fel, amikor 1984-ben szerződést kötött vele a Warner Bros. kiadó. Több legenda kering arról, hogy miért figyelt fel a Warner kiadóóriás Johnsonra – az egyik szerint a pop-szupersztár Prince ajánlotta be, miután hallotta játszani az Austin City Limits televíziós műsorban, mások szerint  Christopher Cross énekes, és David Tickle producer ajánlották be. Ezen történések hitelességére nincs bizonyíték, az érintett felek soha nem nyilatkoztak róla nyilvánosan – az azonban bizonyos, hogy Eric Johnson 1986-ban kiadott Tones című debütáló albumának társ producere David Tickle volt.

## A siker
1986 májusában a Guitar Player magazin címlap sztorit közölt le Ericről, ami elég kockázatos lépés volt – tekintve Johnson nagyközönség előtti viszonylagos ismeretlenségét. A cikk nagyban segítette az éppen megjelent Tones album promotálását. A lemezen hallható "Zap" című számot 1987-ben Grammy-díjra jelölték a "legjobb instrumentális rock előadás" kategóriában. Mindezek ellenére az album nem fogyott jól, nem sikerült produkálni a tervezett eladásokat. Mikor lejárt a Warnerrel kötött szerződés a kiadó nem hosszabbította meg, így Johnson a független kiadó Capitol Records-nál írt alá.
Az új kiadónál 1990-ben került kiadásra a "Ah Via Musicom" album. A lemez második száma a "Cliffs of Dover" – amely kitűnően mutatja be Eric egyedi játékstílusát – 1991-ben Grammy-díjat nyert. Ebben az időszakban a szakmai sajtó is felfigyelt Johnson összetéveszthetetlen hegedűszerű gitárjátékára, amelyet elsősorban Fender Stratocaster-jéhez lehet kapcsolni. Az album óriási siker, platinalemez lett. Johnson közismerten maximalista, és eleinte úgy tűnt, hogy ez akadályozza az album elkészültét. Mivel állandóan elégedetlen volt a felvételekkel, és újra, meg újra vette a számokat, a lemez végül is három év alatt készült el. A kiadás utáni három évet az album bemutatását célzó turnézással töltötte.

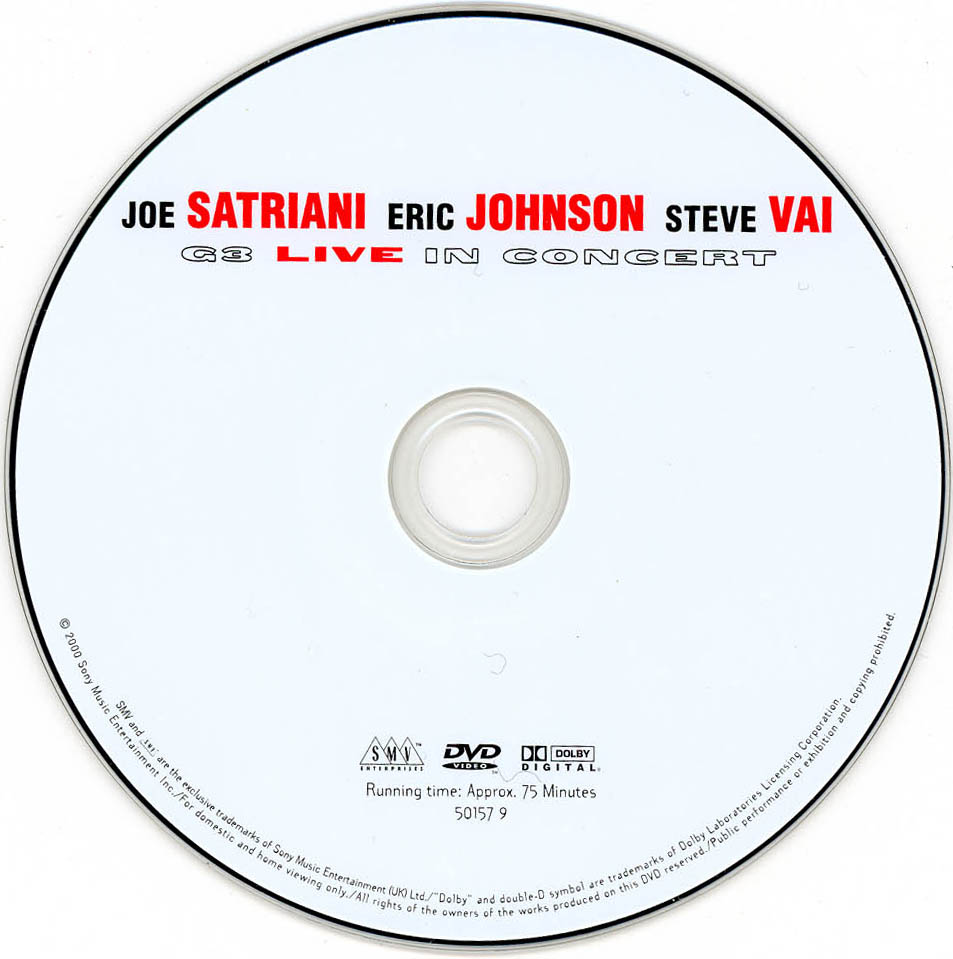
G3: Live in Concert DVD

1996. szeptember 3-án jelent meg következő – Venus Isle című albuma. Ezen Johnson mint gitáros, énekes, zenei rendező, producer, dalszerző működik közre. A lemez vegyes kritikákat kapott, és nem lett olyan sikeres, mint az előző album. A sikertelenség azt eredményezte, hogy a Capitol Records szerződést bontott Eric-kel. Októberben, és novemberben – mint a G3 formáció tagja Steve Vai, és Joe Satriani társaságában turnézott. A koncertsorozatról kiadott G3: Live in Concert című CD és DVD platinalemez lett.
1998-ban Eric részt vállalt zsűritagként a Musician magazin által szervezett "Legjobb ismeretlen zenekar" versenyben Ani DiFranco, Moby, Everclear-es Art Alexakis, Keb’ Mo’, és az Aerosmith-es Joe Perry mellett.
Eric Johnson még 1994-ben elindított egy Alien love child elnevezésű oldal projektet, és szórványos fellépett ezzel a formációval, miközben a Venus Isle lemezen dolgozott. A közönség pozitív visszajelzései arra inspirálták, hogy állandósítsa ezeket a fellépéseket. A projekt zenekarral rögzített élő előadást 2000-ben Live and beyond címmel adta ki Steve Vai kiadója a Favored Nations. Az album, illetve az Alien love child fellépései segítették Johnsont elmozdulni a perfekcionista, túlzott tökéletességre törekvés álláspontjáról, és kellőképpen lazábbá tenni ahhoz, hogy létrehozhasson egy élő albumot.
Johnson visszatért a stúdióba, amely eredményeként 2002-ben saját, Vortexan Records nevű kiadója megjelentette a Souvenir című lemezt. Az album az interneten is megjelent és már a hetedik héten 65.000 letöltést regisztráltak az mp3.com-on.
2004-ben Eric Claptontól kapott meghívást, hogy játsszon a Crossroads Gitár Fesztiválon.  A tervek szerint Claptonnal együtt léptek volna fel – azonban ez meghiúsult. A fesztiválról dupla DVD-t adtak ki Eric Clapton: Crossroads Guitar Festival (2004). A lemezen a Desert Rose című számmal szerepel.

## Gitárok és egyéb felszerelések

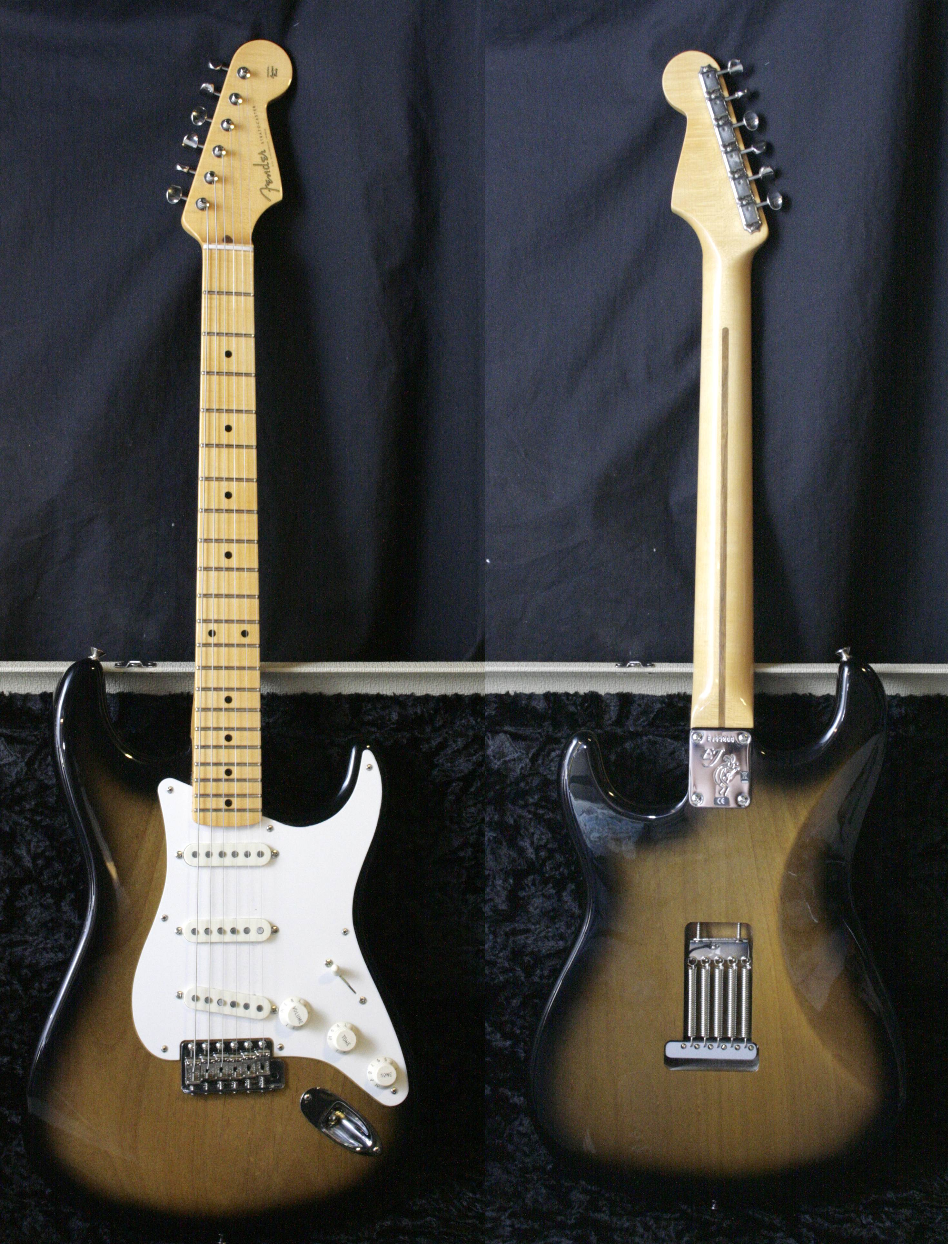
Fender Eric Johnson Signature Stratocaster

Eric Johnson legjellegzetesebb, és legismertebb összeállítása Fender Stratocasterrel és Gibson ES-335-tel egy tripla erősítő konfiguráció, Fender, Dumble, és Marshall erősítőkkel. Ezeken a gitárokon kívül más márkákat, és típusokat is használ, például Robin, Rickenbaker, Jackson Charvel (ez szerepel az Ah Via Musicom lemezborítóján is).
Johnsonnak több hangszer, vagy tartozék gyártónál is van úgynevezett „signature” modellje, ami annyit jelent, hogy az adott eszközt az ő elképzelései szerint készítik el, amit aztán bárki megvásárolhat. 2003-ban került piacra korlátozott darabszámban a Martin MC-40 Eric Johnson Signature akusztikus gitár. Az eladásokból származó nyereség 5 százalékát jótékony célra fordította – a Jefferson Medical College-et támogatva. 2005-ben a Fender is kiadta saját Eric Johnson Signature Stratocaster modelljét, mely 2009 óta rózsafa fogólapos változatban is elérhető – ez eredeti jávor fogólapos mellett. A GHS húrgyártó cég készíti az „Eric Johnson Nickel Rockers Electric Guitar Strings” húrokat, a DiMarzio hangszedő gyártó a „DP211 Eric Johnson Signature Custom Pickup” hangszedőket, és a Fulton-Webb erősítő kínálatában is szerepel Eric Johnson modell, míg a Jim Dunlop cég az „Eric Johnson signature Jazz III” pengetőt készíti.
Eric rengeteg effektet használ, ilyenek például a Dallas Arbiter Fuzz Face, a BK Butler Tube Driver, a TC Electronic Stereo Chorus, a Vox Cry Baby wah-wah, az Electro-Harmonix Memory Man Delay, az MXR Digital Delay, a Line 6 Echo Pro Studio Modeler, és a  Maestro Echoplex szalagos analóg visszhang (delay). Ezek mindegyikét több „A/B” útváltó kapcsolóval együtt használja – hogy az összes erősítővel kombinálhatóak legyenek, mind tiszta, mind pedig torzított csatornán. Az ilyen jellegű konfiguráció szinte végtelen számú beállítási lehetőséget kínál. Bár többnyire „vintage” eszközöket használ, újabban modern berendezéseket is találhatunk arzenáljában, ilyen például az Analog Man sztereó kórus.
Néha megszokott pedáljait helyettesíti másokkal, így a Butlert Tubeworks Tube Driverrel, de használ néha Xotic AC Boostert, Boss DS-1-et, Smoky Signal Tubeless Overdrive-ot is.

## Diszkográfia

### Szólóalbumok
- Seven Worlds (1978) (újrakiadva 1998-ban)
- Tones (1986)
- Ah Via Musicom (1990)
- Venus Isle (1996)
- Souvenir (2002)
- Bloom (2005)
- Live from Austin, TX (2005)
- Up Close (2010)

### Korai kislemezek, amelyeken közreműködött
- Mariani (1970) – a következő számokon: "Re-Birth Day", "Memories Lost and Found" – Sonobeat Records
- Jay Aaron Podolnick (1975) – a következő számon: "Come In Out Of The Rain"
- Christopher Cross (1976) – a következő számokon: "It's All With You", "Talkin' About Her" – Starburst ARC
- Bill Maddox – Project Terror (1977) – a következő számon: "Thermal Underwear" – E. G. Records
- Cat Stevens (1978) – a következő számon: "Bad Breaks" – A&M Records
- Bill Colbert (1982) – a következő számon: "That Rider Down" – Texas Re-Cord Co.

### Albumok, amelyeken játszott

#### Együttessel rögzített albumok
- Perpetuum Mobile (1970) – Mariani
- Electromagnets (1975) – Electromagnets
- Live and Beyond (2000) – Alien Love Child
- Electromagnets 2 (2006) – Electromagnets – Vortexan Records

#### Válogatás albumok
- The Austin Christmas Collection (1980) – "What Child is This"
- The Austin Christmas Collection Volume 2 (1983) – "What Child is This" and "Is there a Santa Claus"
- Guitar Speak (1988) Various Artists – "Western Flyer"
- KLBJ's Local Licks Live (1990) – "Camel's Night Out"
- Instrumental Moods (1991) – "Cliffs of Dover"
- Guitar's Practicing Musicians Volume 2 (1991) – "Cliffs of Dover" (Live)
- KLBJ's Local Licks Live (1993) – "Desert Rose"
- True Voices (1995) – "At the End of the Day" Susan Cowsill-lel
- KLBJ's Local Licks Live (1996) – "S.R.V."
- 13th Millennia Soundtrack (1996) – Texas World Records
- G3 Live in concert (1997) Joe Satriani, Steve Vai, Eric Johnson
- Merry Axemas Volume 1 (1997) Various Artists – "The First Nowell"
- Guitar Gods (1998) Various Artists – "Trademark"
- KGSR 107.1 Broadcasts Vol. 7 (1999)
- The Best of Rockline (1999) – "SRV"
- Moods Box Set (1999) – "Cliffs of Dover"
- Rock Guitarist Forever Best (1999) – "Soulful Terrain" (Japán kiadás)
- KLBJ Local Licks Live – (2001) – "Shape I'm In"
- Band Together – (2002) – "Shape I'm In"
- Texas Guitar Slingers Vol. 1 (2002) – "Enzo Shuffle"
- Relief Fund Compilation Album Benefiting the World Trade Center – (2002) kiadatlan
- Fender Stratocaster 50th Anniversary (2004) – "Trademark"
- Don't Mess With Texas – Vol 2 (2004) – "Boogie King"
- KGSR 107.1 Broadcasts Vol 12 (2004) – "Song for George"
- Austin Music, Vol 6 (2007) – "Sunarround You"
- Keep Punching (2007) – "Forever Yours"
- Gibson Presents: Hot Tones in High Definition (2008) – "World of Trouble"
- Various Artists: This is Fusion Guitar (2009) – "Beck's Bolero"

#### Albumok, amelyeken vendégként működött közre
- Once Upon a Rock (1977) American Peddlers – "Circle Song"
- Back to Earth (1978) Cat Stevens "Bad Brakes"
- Gene Morris (1979) Gene Morris – "My Friend"
- Pearls (1980) Carole King
- Johnny Dee & The Rocket 88's – Johnny Dee & The Rocket 88's – "No More"
- Christopher Cross (1980) Christopher Cross "Minstrel Gigolo"
- One to One (1982) Carole King
- Long Time Friends (1982) Alessi –  "Rise Up"
- Til You Came Along (1982) Bobby Giles
- Shake Russell and Dana Cooper (1982) Shake Russell és Dana Cooper – "Waitin' here for you" and "Goin' Down Judah"
- World Beat (1983) Dan Del Santo – "Ain't that Askin' a Little too Much?"
- Pressure (1983) Pressure – "Save a Little Time"
- Peripheral Vision (1984) McColl & Tracey
- Marc Anthony Thompson (1984) Marc Anthony Thompson – "Recover Gracefully"
- Stand Up (1985) Steve Morse Band – "Distant Star"
- Street Language (1986) Rodney Crowell – "Ballad of Fast Eddie"
- Guitar Speak (1988) Various Artists – "Western Flyer"
- Willie Jones (1990) Willie Jones – "So Long", "Mary Jean"
- Inside Out (1990) Jay Aaron – "Ronda"
- The Urge (1991) Stuart Hamm "On our Dreams" and "Lone Star"
- Rush Street (1992) Richard Marx – "Keep Coming Back" (AOR Mix)
- The Hunter (1992) Jennifer Warnes – "Lights of Louisiana" and  "I can't Hide"
- Rendezvous (1992) Christopher Cross –  "Nothing will Change"
- Herman Harris & the Voices of Hope(1993) – Herman Harris
- Read My Licks (1994) Chet Atkins – "Somebody Loves me Now"
- What The Hell Was I Thinking? (kiadatlan) (1994) Dweezil Zappa
- Wave of the Hand (1995) Carla Olson – "I'm Tryin'"
- Angelica (1997) Various Arists – "Ave Maria"
- Merry Axemas (1997) Various Artists – "The First Nowell"
- Angels, Horses & Pirates Little Blue (1997) – "Wait until you get Here"
- Rosebud (1998) Stephen Doster – "There is no Time"
- Walking in Avalon (1998) Christopher Cross – "When she Smiles"
- Koko's Hideaway (1999) Van Wilks – "Vanatized"
- Fingers and Thumbs (1999) Adrian Legg – "Lunchtime at Rosie's"
- Been a Long Time (2001) Double Trouble – "In the Garden"
- Last of the Cowboy Vampires (2001) Lance Keltner – "Chain Gang"
- More to Life than This (2003) Mike Tramp – "On The Good, the Sad and the Ugly"
- A Guitar Supreme, Giant Steps in Fusion Guitar (2004) Various Artists "Resolution"
- Fusion for Miles, A Guitar Tribute: A Bitchin' Brew (2005) Various Artists "Jean Pierre"
- Industrial Zen (2006) John McLaughlin – "New Blues old Bruise"
- Viva Carlos: A Supernatural Marathon Celebration (2006) Various Artists – "Aqua Marine"
- Hero Shuffle (2006) Rex Paul – "Hero Shuffle" and #8 "Reminds me of Austin"
- Walk On (2006) Roscoe Beck – "Together all the Time"
- Grand and Green River (2007) Kara Grainger
- The Devil Knows My Name (2007) John5 – "The Washing away of Wrong"
- Freeway Jam: To Beck and Back Jeff Beck Tribute (2007) – "Beck's Bolero"
- Lovers (2008) Bobby Whitlock és CoCo Carmel
- From the Reach (2008) Sonny Landreth – "The Milky Way Home"
- Bridging the Gap (2008) Doyle Dykes – "Red Clay"
- Big Neighbourhood (2009) Mike Stern – "6th Street" and # 8 "Long Time Gone"

### Oktató DVD-k
- Eric Johnson: Total Electric Guitar (1990) – Hot Licks
- Eric Johnson: The Fine Art of Guitar (1996) – Hot Licks
- Eric Johnson: The Art of Guitar (2005) – Hal Leonard Corporation

### Televíziós szereplések és videók
- Austin City Limits – 1984, 1988, 1996, and 2000. 1999 Clint Black with Special Guests
- Carole King – "One To One" Tour [Video] (1983)
- Nova (PBS Special) – "Nautilus: 500 Million Years Under the Sea" The Chambered Nautilus (1987)
- Live at the Bottomline, New York – japán televíziós társaság (1990)
- MTV Rock 'n Jock Softball – performing "The Star Spangled Banner" (1991)
- The Tonight Show – "Cliffs of Dover" (1991)
- Jeff "Skunk" Baxter's "Guitar" – Japán kiadás – Warner Brothers (VHS és DVD) (1991)
- BB King and Friends...Live at the Woodlands (1993) (Houston PBS special)
- Chet Atkins and Friends – "Read My Licks" – TNN special (1994)
- BASEBALL: Inning 9: Home (1994) The Baseball Film Project
- G3 Live in concert (1997) Joe Satriani, Steve Vai, Eric Johnson
- Electromagnets: Live on PBS Playback (1975) újrakiadva VHS-en (1998)
- Double Trouble with Special Guests – Austin City Limits (2001)
- House Of Blues (Webcast Live) – Alien Love Child Tour (2001)
- Big Wreck and Friends (Webcast Live) – Roy Thomson Hall – Toronto, Ontario (2001)
- Guitar Show – Australian Television Broadcast (2002)
- Jennifer Warnes DVD-A from AIX – kiadatlan (2003)
- Crossroads Guitar Festival (2004) Warner Brothers
- 107.7 The Bone Studios Radio Show (2005)
- James Burton International Guitar Festival (2005) kiadtlan
- Live in Austin, Tx (2005) NewWest Records
- Satriani LIVE (2006) Epic Records
- Primal Twang: The Legacy of the Guitar (2006)
- Love In: A Musical Celebration (2007)
- Anaheim (Live) (2008)

### Számítógépes játékok
- Guitar Hero III: Legends of Rock (2007), "Cliffs of Dover"
- Guitar Hero: World Tour (2009), "Camel's Night Out"

## Díjak, és slágerlista helyezések
- Albumok:
  - 1991 – Ah Via Musico m (album) – Grammy – legjobb instrumentális rock – jelölés
  - 1991 – Ah Via Musicom (album) – Billboard magazin – Billboard 200 – (67. hely)
  - 2006 – Bloom (album) – Grammy – legjobb instrumentális pop – jelölés
- Dalok:
  - 1987 – "Zap" – (Tones) – Grammy – legjobb instrumentális rock – jelölés
  - 1990 – "Cliffs of Dover" – (Ah Via Musicom) – Mainstream Rock Tracks – (5. hely)
  - 1990 – "High Landrons" – (Ah Via Musicom) – Mainstream Rock Tracks – (31. hely)
  - 1991 – "Righteous" – (Ah Via Musicom) – Mainstream Rock Tracks – (8. hely)
  - 1991 – "Trademark" – (Ah Via Musicom) – Mainstream Rock Tracks – (7. hely)
  - 1992 – "Cliffs of Dover" – (Ah Via Musicom) – Grammy – legjobb instrumentális rock előadás – díjnyertes
  - 1997 – "Pavilion" – (Venus Isle) – Grammy – legjobb instrumentális rock – jelölés
  - 1998 – "S.R.V." – (Venus Isle) – Grammy – legjobb instrumentális rock – jelölés
  - 2002 – "Rain" (Live and Beyond) – Grammy – legjobb instrumentális rock – jelölés

## További információ
- Hivatalos oldal
- Eric Johnson a Facebookon

## Fordítás
- Ez a szócikk részben vagy egészben  az   Eric Johnson című angol Wikipédia-szócikk fordításán alapul.  Az eredeti cikk szerkesztőit annak laptörténete sorolja fel. Ez a jelzés csupán a megfogalmazás eredetét és a szerzői jogokat jelzi, nem szolgál a cikkben szereplő információk forrásmegjelöléseként.